# Alexina Louie
Alexina Louie FRSC, O.C. (* 30. Juli 1949 in Vancouver, British Columbia) ist eine kanadische Komponistin.

## Biographie
Die Enkelin chinesischer Einwanderer erhielt im Alter von sieben Jahren Klavierunterricht bei Jean Lyons. Sie setzte den Unterricht bei Barbara Custance und Frances Marr Adaskin an der University of British Columbia fort, wo sie auch Komposition bei Cortland Hultberg studierte. Von 1970 bis 1974 studierte sie an der University of California in San Diego bei Pauline Oliveros und Robert Erickson.
Daneben war sie von 1971 bis 1974 Mitglied des Women’s Ensemble, einer Gruppe von acht Musikerinnen unter Leitung von Oliveros. Sie unterrichtete Klavier, Musiktheorie und elektronische Musik am Pasadena City College (1974–80) und am Los Angeles City College (1976–80) und studierte in dieser Zeit traditionelle chinesische Musik.
1980 kehrte Louie nach Kanada zurück und ließ sich in Toronto nieder. Sie widmete sich seit dieser Zeit überwiegend der Komposition, unterrichtete auch am Royal Conservatory of Music, der York University und der University of Western Ontario. 1983 wurde sie Gründungsdirektorin des Esprit Orchestra, wo ihr Ehemann Alex Pauk als musikalischer Direktor und Dirigent tätig ist.
Louie erhielt Kompositionsaufträge u. a. von der CBC, der Société de musique contemporaine du Québec, dem Toronto Symphony Orchestra und der Vancouver New Music Society. Von 1996 bis 2002 wirkte sie als composer-in-residence der Canadian Opera Company, für die sie die Oper The Scarlet Princess komponierte. Neben Bühnen- und sinfonischen Werken, Kammer- und Klaviermusik komponierte Louie gemeinsam mit ihrem Ehemann, dem Dirigenten Alex Pauk eine Reihe von Filmmusiken, darunter 1998 Don McKellars Die letzte Nacht (Last Night), der eine Nomination für den Genie Award (Best Original Score in 1998) erhielt, und The Five Senses im darauf folgenden Jahr.
Alexina Louie und Alex Pauk haben zwei Kinder, Jasmine und Jade.

## Auszeichnungen
1986 ernannte sie der Canadian Music Council zur Musikerin des Jahres; 1989 und 2000 wurde sie mit einem Juno Award ausgezeichnet. 1997 verlieh ihr die University of Calgary einen Ehrendoktortitel. 1990, 1992 und 2003 erhielt Louie den Jan V. Matejcek Concert Music Award der Society of Composers, Authors and Music Publishers of Canada (SOCAN) als meistgespielte klassische Komponistin Kanadas. Gemeinsam mit ihrem Ehemann wurde Alexina Louie 2002 mit dem Louis Applebaum Composers Award ausgezeichnet.
Alexina Louie wurde 2005 zum Officer des Order of Canada ernannt und ist seit 2006 Fellow der Royal Society of Canada. 2019 wurde ihr ein Molson Prize zuerkannt.

## Werke
- Molly für Tonband, 1972
- Lotus für fünf Musiker und Tonband, 1977
- Lotus II für zehn Musiker, 1978
- Pearls für fünf Musiker, 1980
- Incantation für Klarinette und Tonband, 1980
- Journal a.k.a. New York Times, Tanzstück für zehn Musiker, 1980
- Refuge für Akkordeon, Harfe und Vibraphon, 1981
- Afterimages für zwei Klaviere, 1981
- Music for Piano, 1982
- O Magnum Mysterium: In Memoriam Glenn Gould für Streichorchester, 1982
- Music for a Thousand Autumns für Orchester, 1983
- Songs of Paradise für Orchester, 1983
- Concerto for Piano and Orchestra, 1984
- Music for a Celebration für Orchester, 1985
- Cadenzas für Klarinette und Perkussion, 1985
- From the Eastern Gate, 1985
- The Eternal Earth für Orchester, 1986
- The Ringing Earth für Orchester, 1986
- Earth Cycles für Akkordeon und Tonband, 1987
- Star-filled Night für Klavier, 1987
- Songs of Enchantment für Mezzosopran und Streichquartett, 1987
- Scenes from a Jade Terrace für Klavier, 1988
- Music from Night’s Edge für Klavier und Streichquartett, 1988
- Winter Music für Viola und zwölf Musiker, 1989
- Love Songs for a Small Planet für Chor, 1989
- Music for Heaven and Earth für Orchester, 1990
- Thunder Gate für Violine und Orchester, 1991
- Bringing the Tiger Down from the Mountain II für Cello und Klavier, 1991
- I Leap through the Sky with Stars für Klavier, 1991
- Star Light, Star Bright für Klavier, 1995
- Shattered Night, Shivering Stars für Orchester, 1997 (UA)
- Burnt Toast, acht komische Miniopern
- Toothpaste, Opera buffa nach einem Libretto von Dan Redican, 2001
- The Scarlet Princess, Oper, 2002 (UA)
- String Quartet No. 2, 2003 (UA)
- Infinite Sky with Birds für Orchester, 2006 (UA)